# Hatful of Hollow
| 전문가 평가                   | 전문가 평가 |
| 평가 점수                     | 평가 점수   |
| 출처                          | 점수        |
| ----------------------------- | ----------- |
| AllMusic                      | [ 1 ]       |
| Blender                       | [ 2 ]       |
| Chicago Tribune               | [ 3 ]       |
| Pitchfork                     | 10/10       |
| Q                             | [ 5 ]       |
| Record Mirror                 | [ 6 ]       |
| The Rolling Stone Album Guide | [ 7 ]       |
| Select                        | 5/5         |
| Sounds                        | [ 9 ]       |
| Uncut                         | [ 10 ]      |

《Hatful of Hollow》는 1984년 11월 12일, 러프 트레이드 레코드에 의해 발매된 영국의 록 밴드 더 스미스의 첫 번째 컴필레이션 음반이다. 이 음반에는 BBC 라디오 1 세션의 수록곡, 그들의 첫 번째 싱글 〈Hand in Glove〉 (첫 번째 음반에 포함된 다른 조합), 두 개의 새로운 싱글과 B-사이드가 수록되어 있다. 이 음반은 결국 1993년 11월 9일 사이어 레코드에 의해 미국에서 발매되었다. 사이어는 1987년 미국에서 《Hatful of Hollow》와 후속 영국 컴필레이션 음반인 《The World Won't Listen》 플러스에 등장하지 않는 일부 트랙이 효과적으로 혼합된 《Louder Than Bombs》를 대신 발매했다.
《Hatful of Hollow》는 영국 음반 차트에서 7위에 올랐고, 46주 동안 그 차트에 머물렀다. 2000년, 《Q》 잡지는 그 음반을 "역사상 가장 위대한 영국 음반 100장" 목록에서 44위에 올렸다.

## 커버 아트
《Hatful of Hollow》의 현재 소매는 길레스 데크루아가 찍은 알려지지 않은 파브리스 콜레트를 잘라낸 사진을 특징으로 하는 CD 발행 소매이다. 위 사진의 원래 소매에는 콜레트의 왼쪽 어깨에 그려진 장 콕토 그림의 문신이 포함되어 있었는데, 콜레트는 1983년 6월 콕토를 숭배했기 때문에 그에게 의뢰했다. 이 사진은 1983년 7월 프랑스 신문 《리베라시옹》의 특별판에서 찍은 것이다. 또한, 오래된 커버는 사진 위와 아래에 제목 "The Smiths"와 "Hatful of Hollow"이 있는 하늘색 큰 틀이 있었다. 1987년 이후 판에는 크롭 버전에 텍스트를 겹친 것이 특징이지만, 2011년 바이닐은 오리지널 소매를 다시 발행했다.

## 구성
처음 발매되었을 때, 이 라디오 세션들은 그 외에는 사용할 수 없었던 노래들을 주로 선보였다. 모든 것들은 그 후 싱글 음반이나 이듬해 밴드의 데뷔 음반을 위해 재녹음되었다. 〈This Night Has Opened My Eyes〉는 1984년 6월 스튜디오에서 녹음되었지만, 지금까지 발표된 유일한 버전은 존 필 세션이었다.

## 곡 목록
모든 곡들은 모리세이와 조니 마에 의해 작사/작곡하였다.
| #  | 제목                               | 재생 시간 |
| -- | ---------------------------------- | --------- |
| 1. | 〈William, It Was Really Nothing〉 | 2:09      |
| 2. | 〈What Difference Does It Make?〉  | 3:11      |
| 3. | 〈These Things Take Time〉         | 2:32      |
| 4. | 〈This Charming Man〉              | 2:42      |
| 5. | 〈How Soon Is Now?〉               | 6:44      |
| 6. | 〈Handsome Devil〉                 | 2:47      |
| 7. | 〈Hand in Glove〉                  | 3:13      |
| 8. | 〈Still Ill〉                      | 3:32      |

| #   | 제목                                            | 재생 시간 |
| --- | ----------------------------------------------- | --------- |
| 9.  | 〈Heaven Knows I'm Miserable Now〉              | 3:33      |
| 10. | 〈This Night Has Opened My Eyes〉               | 3:39      |
| 11. | 〈You've Got Everything Now〉                   | 4:18      |
| 12. | 〈Accept Yourself〉                             | 4:01      |
| 13. | 〈Girl Afraid〉                                 | 2:48      |
| 14. | 〈Back to the Old House〉                       | 3:02      |
| 15. | 〈Reel Around the Fountain〉                    | 5:51      |
| 16. | 〈Please Please Please Let Me Get What I Want〉 | 1:50      |

## 인증
| 국가                       | 인증     | 판매량/출하량 |
| -------------------------- | -------- | ------------- |
| 영국 (BPI)                 | 플래티넘 | 300,000^      |
| 미국                       | —        | 133,809       |
| ^출하량을 기반으로 한 인증 |          |               |